# Hành lang Lachin

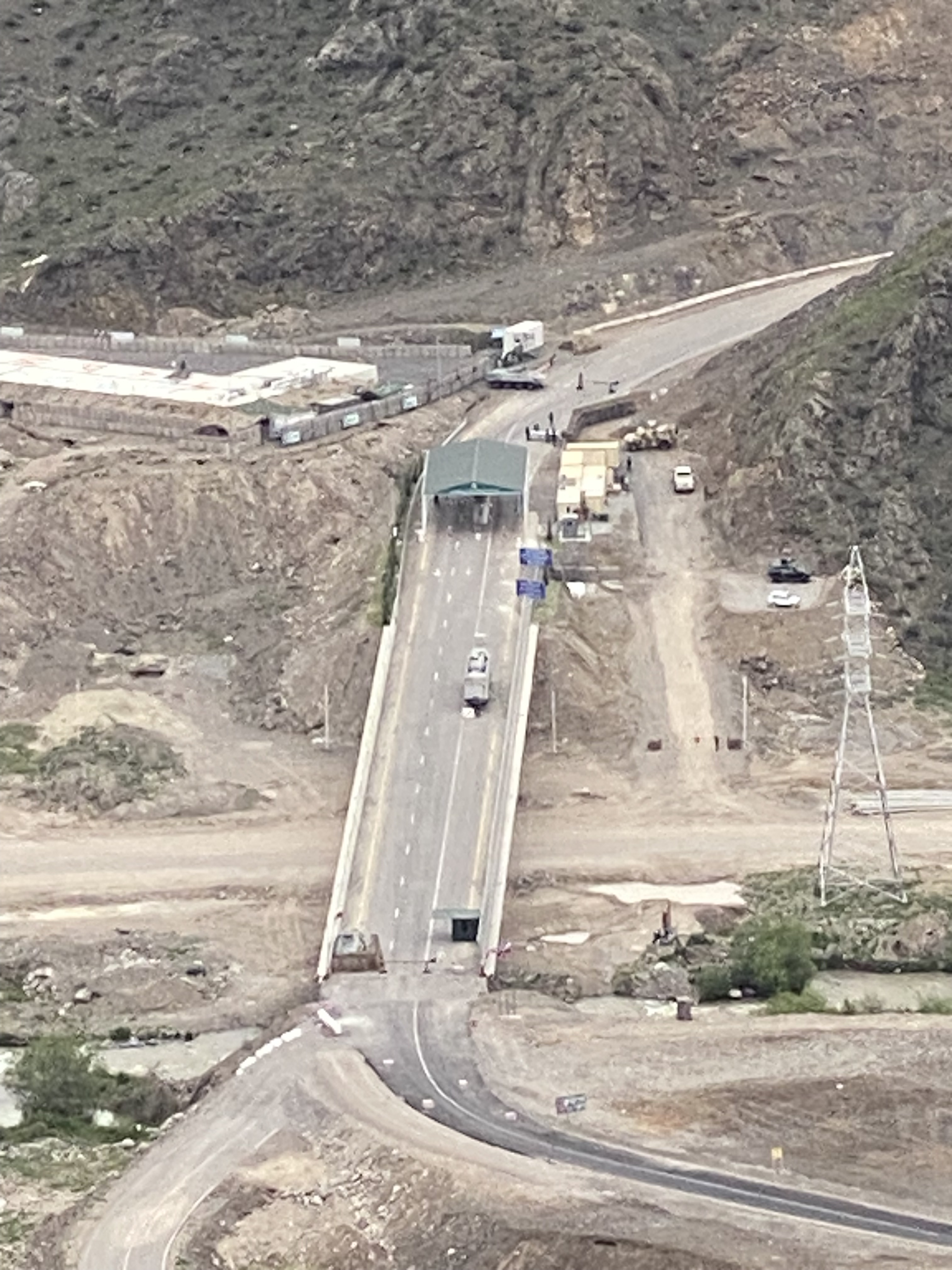
Trạm kiểm soát của Azerbaijan tới hành lang Lachin tại cầu Hakari, nhìn từ Kornidzor, Cộng hòa Armenia. Trạm kiểm soát được lắp đặt vào ngày 23 tháng 4 năm 2023, vi phạm Thỏa thuận ngừng bắn ba bên đã chấm dứt cuộc chiến năm 2020.

Hành lang Lachin (tiếng Armenia: Լաչինի միջանցք, đã Latinh hoá: Lachini mijantsk; tiếng Azerbaijani: Laçın dəhlizi hoặc Laçın koridoru; tiếng Nga: Лачи́нский коридо́р, đã Latinh hoá: Lachinskiy koridor) là con đường núi nối Armenia và Cộng hòa Artsakh.
Là con đường duy nhất giữa hai vùng lãnh thổ này, nó được coi là hành lang nhân đạo hay "huyết mạch" đối với người dân Nagorno-Karabakh của Armenia. Hành lang này nằm trong huyện Lachin của Azerbaijan, nhưng bề ngoài có vẻ nằm dưới sự kiểm soát của Lực lượng gìn giữ hòa bình Nga như được quy định trong Thỏa thuận đình chiến Nagorno-Karabakh năm 2020. Lãnh thổ của hành lang bao gồm các làng của Zabukh, Sus và chính thành phố Lachin cho đến năm 2022. Vào ngày 26 tháng 8 năm 2022, các khu định cư này được chuyển giao cho Azerbaijan kiểm soát. Bốn ngày sau, một tuyến đường mới về phía nam được mở để sử dụng, đi vòng qua các khu định cư Zabukh, Sus và Lachin và thay vào đó đi qua các làng Mets Shen/Boyuk Galadarasi và Hin Shen/Kichik Galadarasi (trước đây là Kirov).